# Full Moon, Saturday Night
Full Moon, Saturday Night is de twintigste aflevering van het eerste seizoen van de televisieserie ER, die voor het eerst werd uitgezonden op 30 maart 1995.

## Verhaal
Dr. Greene heeft het moeilijk met de dood van zijn laatste patiënte, hij twijfelt nu aan zijn functioneren. Op advies van Dr. Lewis neemt hij vrij van zijn nachtdienst, helaas voor hem begint net nu onaangekondigd het nieuwe hoofd van de SEH, Dr. Swift.
Dr. Lewis heeft een patiënt met de hik, hij heeft dit al onafgebroken voor twee dagen. Dr. Lewis staat voor een raadsel van wat de oorzaak van dit is. Naast deze patiënt heeft zij nog meerdere zaken, en Dr. Swift is onder de indruk van haar capaciteiten.
De moeder van Dr. Benton ligt nog steeds in het ziekenhuis, herstellende van haar gebroken heup. Hij weigert toe te geven dat zijn moeder in de toekomst permanente zorg nodig heeft.
Hathaway en Dr. Taglieri zijn druk bezig met de voorbereidingen voor hun huwelijk.
Dr. Ross heeft nu een relatie met Diane Leeds.

## Rolverdeling

### Hoofdrol
- Anthony Edwards - Dr. Mark Greene
- Christine Harnos - Jennifer Greene
- George Clooney - Dr. Doug Ross
- Sherry Stringfield - Dr. Susan Lewis
- Eriq La Salle - Dr. Peter Benton
- Rick Rossovich - Dr. John 'Tag' Taglieri
- Michael Ironside - Dr. William 'Wild Willy' Swift
- Malgorzata Gebel - Dr. Bogdana Lewinski
- Noah Wyle - John Carter
- Ming-Na Wen - Deb Chen
- Julianna Margulies - verpleegster Carol Hathaway
- Conni Marie Brazelton - verpleegster Connie Oligario
- Yvette Freeman - verpleegster Haleh Adams
- Deezer D - verpleegster Malik McGrath
- Gloria Reuben - Jeanie Boulet
- Abraham Benrubi - Jerry Markovic
- Emily Wagner - ambulanceverpleegkundige Doris Pickman

### Gastrol
- Lisa Zane - Diane Leeds
- Wolfgang Bodison - Al Boulet
- Beah Richards - Mae Benton
- Matthew Borlenghi - Jimmy Falco
- Kimmy Robertson - Arlena
- Steve Franken - Hank Travis
- Diane Nadeau - Monica
- Adam Scott - David Kerstetter
- Andrew Calder - Talbot
- Kamar De Los Reyes - Hernandez

en vele andere